# (9363) 1992 GR
(9363) 1992 GR là một tiểu hành tinh vành đai chính. Nó được phát hiện bởi Seiji Ueda và Hiroshi Kaneda ở Kushiro, Hokkaidō, Nhật Bản, ngày 3 tháng 4 năm 1992.